# 1985年の鈴鹿8時間耐久ロードレース
1985年の鈴鹿8時間耐久ロードレース （1985 Suzuka 8hours Endurance Road Race、1985ねんのすずか8じかんたいきゅうろーどれーす） は、FIM世界耐久選手権の1985年シーズン第3戦として、7月25日から28日にかけて三重県の鈴鹿サーキットで開催された。

## 概要

### 1985年大会
大会を翌月に控えた6月8日、1983年シーズンをもってグランプリを引退した3度のWGP500王者ケニー・ロバーツが限定復帰し、全日本500チャンピオンの平忠彦とのペアで8時間耐久に参戦することがヤマハより正式発表された。ロバーツが鈴鹿でのレースに出場するのは初である。ヤマハは本大会に向けて、同社にとって初の4サイクルTTフォーミュラマシンであるFZR750の開発に力を入れ、同年初頭より全日本ロードレース選手権に参戦させていた。ロバーツも7月中旬にAMAラグナ・セカ200にYZR500で参戦し、ホンダ・NSR500に乗るランディ・マモラとトップ争いをするなどコンディションを高めて来日。サポートとしてもう一台のFZR750を開発担当者である上野真一が、ロバーツと信頼関係を築いてるベテラン河崎裕之とのコンビで参戦など、ヤマハワークスが鈴鹿8時間耐久に本腰を入れた体制で臨むのも初であった。なお、ヤマハからロバーツにこの8耐への復帰参戦が打診されたのは1984年末で、このときはすぐに断ったが、ヤマハ側が事あるごとに「ケニーが出てくれれば新たなスポンサーが付いてくれるかもしれないから」と真剣に話をしてくるからつい折れてしまった、と述べている。この1戦のギャランティーは約500万円で、それはカウリングスポンサーとなった文房具メーカー・PLUSの今泉嘉久社長が協賛者として捻出した。
大会連覇を目指すホンダ・ワークスも現役グランプリライダーのワイン・ガードナーを投入、耐久選手権タイトルを狙うパトリック・イゴア&ジェラルド・コードレイ（Rothmansチーム）、HRCの日本人コンビ阿部孝夫&木下恵司を含めファクトリーマシンRVF750を4チーム体制とした。なお、その4チームの中で前年覇者のマイク・ボールドウィン＆フレッド・マーケルのコンビで今年も参戦予定だったアメリカン・ホンダチームは、マーケルが2週前の「AMAラグナ・セカ200」で負傷したため欠場。急遽WGP250に参戦中のドミニク・サロンをボールドウィンのパートナーに起用し急造コンビで挑むこととなった。このアメリカン・ホンダチームのRVFのみ後輪が片持ちスイングアームとなっており、タイヤ交換時の時間短縮が期待された。
スズキは'83年大会の優勝コンビであるエルブ・モアノー&リカルド・ユービンの4号車と、耐久選手権レギュラーの5号車の2台のフランス・スズキチームのほか、ヨシムラからも2チームが参戦。油冷エンジン搭載のヨシムラ・スズキGSX-R750は全日本選手権で辻本聡・喜多祥介両ライダーともTT F1クラスで勝利を挙げるなど好調のコンビが37号車、もう1台は8耐優勝経験者のグレーム・クロスビーと、アメリカAMAの21歳ケビン・シュワンツを組ませ15号車でエントリー。6月の鈴鹿200kmレース大会ではシュワンツを初来日させ、この8耐に向けて事前に鈴鹿独特のハイグリップ舗装を経験させるなど勝利への準備を整えた。
鈴鹿に拠点を置くコンストラクターのモリワキは、前年と同じくオリジナルのアルミフレームにホンダ・CBX750のエンジンを搭載するZERO X-7で参戦。ライダーは八代俊二&宮城光組の26号車と、チーム代表の森脇護が発掘したオーストラリアンコンビのロバート・フィリス&ケビン・マギーの乗る8号車で2チーム体制を敷いた。

## 予選
ロバーツはレース前週の会見で記者からこの8耐での本気度に関して質問を受けた際に、「私は本気じゃないレースなんてしたことは無い。優勝する気がなければわざわざ日本まで来てないよ。」と回答していた通り、25日に最初のプラクティスセッションが始まるとGP現役時と同じようにまずは前後サスペンションのセッティングに集中。タイム的には2分22秒台後半で何周か走っては細部調整のためピットに戻っていた。この大会時点ではまだ翌シーズンからのWGPフル参戦決定前だった平は、予選・決勝とチームメイトとして共に戦った印象を、「8耐でケニーのパートナーとして同じマシンに乗り、チームを組んだからこそ判るのだろうけど、肉体面での鍛錬もレースシミュレーションも、陰で信じられないほどの努力をしている。そして人間的にいつも明るくて、周囲に対してとても思いやりのある点など見習いたい部分が多くありました。」と述べている。

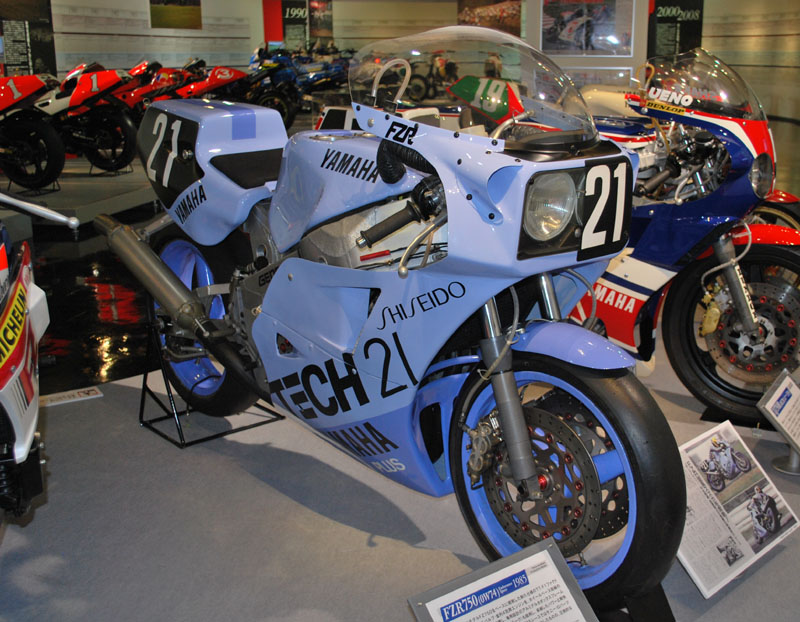
ポールポジションを獲得したヤマハ・FZR750

26日の予選セッションに入ると、ガードナーが開始からわずか3ラップ目で2分20秒7のレコードラップを出した（それまでのレコードタイムはコンビを組む徳野政樹が6月に記録した2分21秒135）。ほかのライダーはこの序盤時点で24秒から25秒台前半であり驚異的なタイムと言えたが、ロバーツのパートナーである平も2分22秒2の2番手タイムを記録。この日の終盤にはロバーツも22秒4までタイムを短縮し3番手につけた。
スタートグリッドが決まる27日・土曜日、最終的なマシンセッティングが決まったロバーツは2年のブランクを感じさせない予選アタックを見せ2分19秒9の新レコードを樹立。前日にガードナーが記録したレコードタイムをさらに0.8秒短縮する走りを見せ、「慣れていない4ストロークマシンで速く走れるのか？」「どこまで真剣にやるのか？」と記事を書いていた欧州の記者を黙らせた。2位のガードナーに続いて、予選3位は空冷のCBXエンジンながらモリワキの八代が2分22秒1を出し、日本人最速タイムを記録した。

### 予選結果
| 順位 | No. | チーム                       | 車両               | タイヤ | タイム   | ライダー                   | ライダー                 |
| ---- | --- | ---------------------------- | ------------------ | ------ | -------- | -------------------------- | ------------------------ |
| 1    | 21  | 資生堂ヤマハTECH21 RT        | ヤマハ・FZR750     | M      | 2'19.956 | ケニー・ロバーツ           | 平忠彦                   |
| 2    | 3   | チームHRC                    | ホンダ・RVF750     | D      | 2'20.799 | ワイン・ガードナー         | 徳野政樹                 |
| 3    | 26  | モリワキレーシング           | モリワキ・ZERO X-7 | D      | 2'22.113 | 八代俊二                   | 宮城光                   |
| 4    | 1   | ロスマンズ・ホンダ・フランス | ホンダ・RVF750     | M      | 2'22.591 | ジェラルド・コードレイ     | パトリック・イゴア       |
| 5    | 2   | U.S ホンダ                   | ホンダ・RVF750     | M      | 2'22.977 | マイク・ボールドウィン     | ドミニク・サロン         |
| 6    | 37  | ヨシムラMOTUL                | スズキ・GSX-R750   | D      | 2'23.120 | 喜多祥介                   | 辻本聡                   |
| 7    | 36  | チームHRC                    | ホンダ・RVF750     | D      | 2'23.483 | 阿部孝夫                   | 木下恵司                 |
| 8    | 4   | S.E.R.T フランス             | スズキ・GSX-R750   | M      | 2'24.187 | エルブ・モアノー           | リカルド・ユービン       |
| 9    | 8   | モリワキレーシング           | モリワキ・ZERO X-7 | D      | 2'24.465 | ロバート・フィリス         | ケビン・マギー           |
| 10   | 25  | レーシングスポーツ           | ヤマハ・FZR750     | D      | 2'24.484 | 上野真一                   | 河崎裕之                 |
| 11   | 15  | ヨシムラMOTUL                | スズキ・GSX-R750   | D      | 2'25.122 | ケビン・シュワンツ         | グレーム・クロスビー     |
| 12   | 19  | スズキ・スウェーデン         | スズキ・GSX-R750   | M      | 2'25.539 | アンデルス・アンデルソン   | ペル・ヤンソン           |
| 13   | 5   | S.E.R.T フランス             | スズキ・GSX-R750   | M      | 2'25.611 | パトリック・デ・ラディゲス | ジャン＝ピエール・ウダン |
| 14   | 96  | ダイシンレーシング           | ヤマハ・FZ750      | D      | 2'26.047 | 金田真一                   | 山本隆義                 |
| 15   | 74  | JIN PRIZE                    | スズキ・RG400Γ     | D      | 2'26.357 | 伊藤巧                     | 中村善弘                 |
| 16   | 7   | 無限SPORTS                   | ホンダ・CBX750F    | D      | 2'26.545 | ジョイ・ダンロップ         | ロジャー・マーシャル     |
| 17   | 47  | チームスガヤ                 | スズキ・RG-400Γ    | D      | 2'27.120 | 島田進                     | 福島秀彦                 |
| 18   | 82  | 浜松エスカルゴRT             | ホンダ・CBX750F    |        | 2'27.164 | 武政次男                   | 柴田真直                 |
| 19   | 6   | ホットカンパニーレーシング   | スズキ・GSX-R750   |        | 2'27.842 | エルブ・ギュー             | 池田直                   |
| 20   | 43  | ブルーヘルメットMSC          | ホンダ・CBX750F    |        | 2'27.957 | 森光一馬                   | 萩原紳治                 |

- 予選通過60 台
- 太字は予選タイムを記録したライダー。

## 決勝
7月28日・11時30分、好天に恵まれ、ピットの温度計では34℃まで気温が上昇、路面温度も高く過酷な状況下での開催となった。ル・マン式スタートでマシンまで駆け寄ったロバーツがFZRにまたがりスタートを試みるも、エンジンが始動せずほぼ最後尾まで落ちるというヤマハにとって最悪の展開で決勝レースは始まった。
ホンダRVF勢が1-2-3位を占め、3周目から3号車のガードナーが先頭に立ちコンスタントに2分24秒台のタイムでレースをリードしていく。スタート直後50位以下まで順位を下げたロバーツは1周目だけで20台を抜き、以後2分23秒台のラップタイムを連発しながら5周で12位まで追い抜きを続ける。7周目に同じFZRに乗る河崎を抜き、8周目にヨシムラの喜多とシュワンツ、HRCの木下を抜き、12周終了で3台のRVF勢の後方4位まで浮上する。スタートから約50分が経過した最初のライダー交代までにロバーツは1号車コードレイと2号車ボールドウィンも仕留め、首位ガードナーから33秒差の2位まで順位を回復させる。
FZRロバーツが平へ、RVFガードナーが徳野へとライダー交代。トップを行く徳野と2位平の差は交代直後37秒あったが、28-29秒台で走る徳野に対して平は24-25秒台前半をキープし差を詰めていく。大柄で体格の良い徳野は、身長差のあるエース・ガードナー寄りのポジショニング、サスセッティングのマシンであるだけでなく、通常はガードナーとは逆のシフトパターン（ガードナーは市販車パターン、徳野はレーサーパターン）であり、その状況での精一杯のライディングを強いられていた。38周目のシケイン立ち上がりでバックマーカーにつかえた徳野を、平が最終コーナーへの加速で追い抜き逆転。TECH21カラーのFZRはスタート失敗から約90分で55台を抜き去りトップへ返り咲いた。平は次のロバーツとの交代までに25秒のマージンを築き、任務を遂行した。

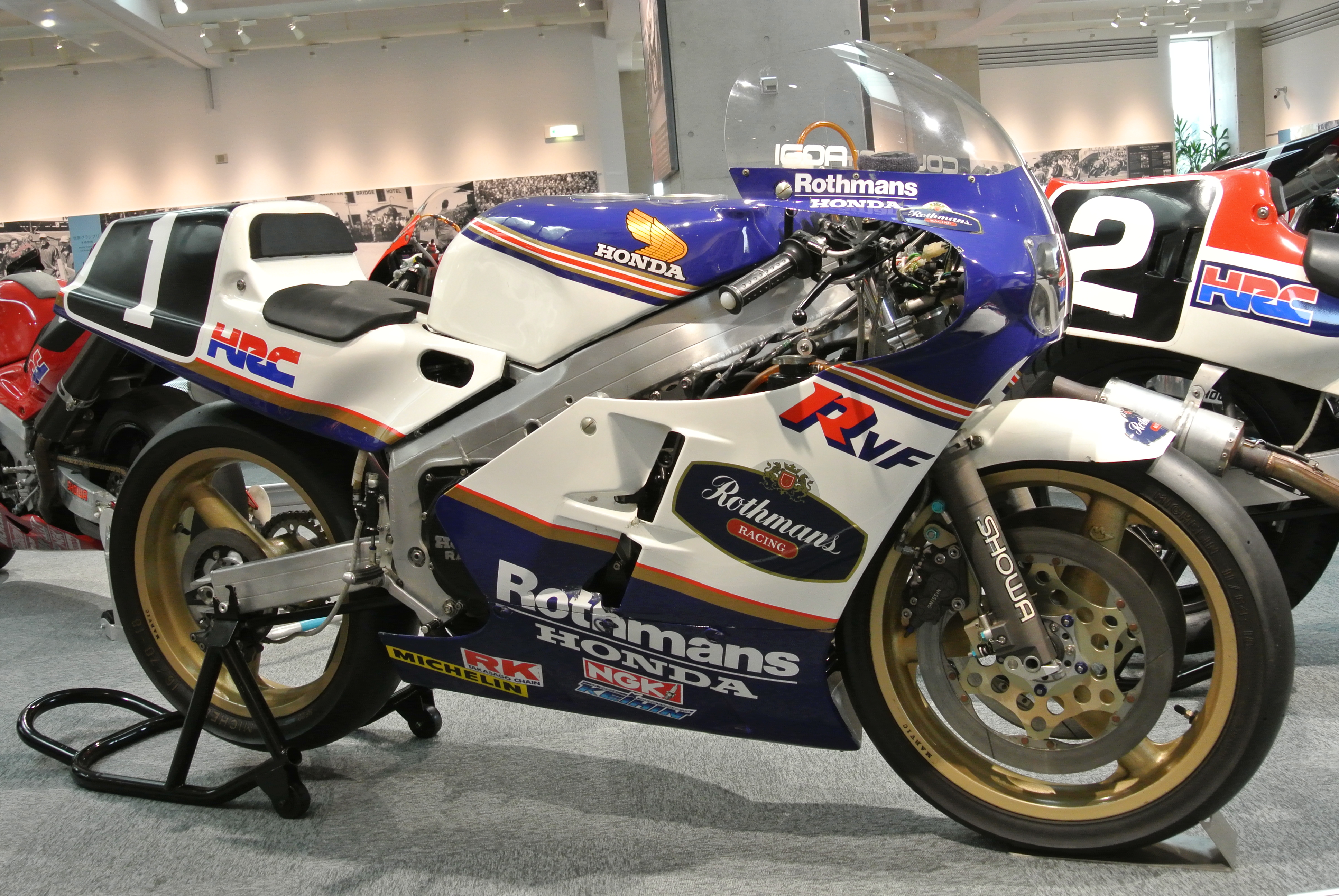
ホンダ・RVF750 (G.コードレイ / P.イゴア組)

予選3位を得ていたモリワキチームはスタート直後にバッテリー関連の不調で八代が緊急ピットインし早々に上位から脱落していた。八代から交代した宮城光は高速コーナー130Rでクラッシュし、大破したマシンを押しながらピットに帰還。合計2時間に及ぶマシン修復後八代がコースに復帰するが、19時30分のチェッカーまで忍耐のレースとなった。ヤマハ勢でも4時間を過ぎたころにFZRの上野真一がS字区間でクラッシュしマシンが大破。このため東コースでショートカットしピットに戻り、10周減算のペナルティを受けた。ホンダRVF勢の中では耐久スペシャリストチームのゼッケン1・コードレイが4位走行中の71周目にヘアピン手前でクラッシュ、ファクトリーマシンRVFは大破し、自らも右腕にダメージを受けリタイヤした。
ゼッケン21のヤマハ・FZRは速さを保ち続ける。中盤に入った66周終了時には、リヤタイヤ消耗が厳しかったガードナーが予定より30分早くピットイン、U.Sホンダ2号車に先を行かれ3位へと後退し、トップの21号車からは周回遅れとなった。ガードナーはタイヤ交換後ハイペースでロバーツを抜き返し同一周回に戻るが、その時のロバーツは不必要な争いを避けてガードナーをすんなりと先行させ、勝利を確実にするためのレースマネージメントを見せた。71周を終えた時点の2位ボールドウィンに対しては30秒以上のリードを作り、2度目の走行を終えたロバーツは平へと交代。平も2回目の走行をプラン通りに26秒台を崩さずマシンをいたわり、ボールドウィンから交代したD.サロンに対して30秒以上の差をキープした。96周目を終えると、平から3度目の走行となるロバーツへとチェンジ。この際に前後ともタイヤ交換作業をしたため、ボールドウィンとの差は7秒前後まで縮まったが、その後ニュータイヤのロバーツは24秒台を継続して毎周2秒づつ差を広げる。121周を終え5回目のピットインで平へと交代したとき、2位の2号車・D.サロンとの差は1分35秒となっており、スタートの失敗がなければ全車を周遅れにしていた可能性が高かった。
全体のレースペースは、灼熱の路面コンディションで2分25秒台をコンスタントに出したのはロバーツ、ガードナー、平、ボールドウィン、コードレイの5人で、時刻が16時を過ぎ肉体的な疲労が厳しくなる中でも23秒台にペースアップできるのはロバーツとガードナーの2人だけになっていた。ガードナーに至っては残り2時間を切ってもハイペースを緩めず、唯一2分22秒台で走行し2号車のD.サロンをパス、2位の座を取り戻した
。
ゴールまで残り1時間となった18時30分にロバーツが2位ガードナーに約1分の差をつけたまま最後のピットイン、平へとライダーチェンジを完了する。ガードナーの後方は30秒差でUSホンダ・2号車のボールドウィンが3位、4位には予選11位から着実に上昇して来たヨシムラの15号車・クロスビー／シュワンツ組がRVFの阿部／木下組を抑えていた。
18時37分、ガードナーは最後のピットインで徳野へと交代せず、給油だけ済ませるとそのまま自分で21号車・平を追い続けることを選んだ。日没が迫りレースコントロールからライト・オンの指示が出る中、トップの平は26秒台で残り約40分を確実に走りぬくプランであり、2位ガードナーは日没後も24秒台で走り続けた。しかし、2台の差は1分20秒以上あり残り時間は35分、計算上は毎周5秒その差を詰めていく必要があり、ガードナーの逆転勝利は困難と思われた。
ホームストレートの電光掲示が残り33分を示した頃、「S字からダンロップコーナーに向かう付近で1台スロー走行」と場内アナウンスされた。すでに空が暗くなりナンバーを認識できない数秒が経過した後、「スロー走行は21番の平です、ヘアピンを今ゆっくりと通過、マフラーからは白煙が出ている」との場内実況が響くと、メインスタンドの観客のどよめきに包まれた。平は自車のオイル流出の有無を確認しながらレコードラインを避けるようにスロー走行でホームストレートまで戻ってくると、ピット前のコンクリート壁にマシンを立てかけて完全にストップ。発生したトラブルは、極限まで細く製作されていたエンジン内部のバルブが振動により疲労破壊されたバルブ折損だった。5バルブはヤマハにとって大事な技術だったが、ロバーツも事前テストで「1つ吸気バルブが多いことでアクセルレスポンス不足の原因になっている。4バルブじゃダメなのか？」と指摘したヤマハのこだわりが目前の勝利を逃す要因となった。平は後のインタビューでトラブル発生の瞬間を、「後続との差も充分あるし、このままうまく行けるなと思っていた。全開のホームストレートから1コーナー進入での減速中にエンジンが異音を出した。次にクラッチをミートして加速した時にはエンジンが4気筒ではなく3気筒になっていた。1年間このために準備してきたエンジニアの気持ちもわかるし、トラブルは仕方がないです。」と述べた。平が乗っていた時のトラブル発生で勝利を逃したが、ロバーツは、「平のことはデイトナ200マイル（前年3月にアメリカで同じレースを走った。）での走りを見て知っていたし、パートナーとして何も問題はなかった。ただFZRは、インレットポートが大きすぎる点が問題になると感じていてヤマハに提言したけれど、ケニーには4ストロークエンジンのことはわからないだろうという雰囲気の中にもみ消されてしまったんだ。」と語っている。
ガードナーの勝利への執念、諦めないスピリットが実る形となったホンダRVF・3号車が勝利し、表彰台でのセレモニーで8耐初優勝の感動に襲われたガードナーは、インタビューマイクを通してチームスタッフへ最大限の感謝を述べ、涙が止まらなくなる一幕もあった。なお、最終2スティントを連続して走ったガードナーは8時間全体の58%を自ら走破した。
27年後の2012年春、鈴鹿サーキット50周年の祝辞VTRで登場したガードナーはこの1985年の勝利を「自分のレースキャリアで最高の思い出のひとつ。あんなに長い時間を一生懸命に走り続けたレースはほかにないんだ。あの日から2週間は脱水症状が回復しなくて大変だったよ。でも最高の勝利だった。」と述懐している。過酷な暑さのため後日体調を崩したという証言はケニー・ロバーツも翌1986年のインタビューで語っており、「'85年の8時間耐久は、ちょっと暑すぎた。日本の夏のレースは初めてだったし、脱水の影響でレース後1ヶ月くらい体調が悪かった。1986年の大会も出ると決まったとき、暑さ対策としてツナギもヘルメットももっと通風性を高めたものを用意しなければと思ったし、水分補給についても改善できると思った。」と本大会の印象を述べている。

### 決勝結果
| 順位 | No. | チーム                   | ライダー                   | ライダー                 | 使用車両           | タイヤ | 周回 | タイム/リタイヤ | グリッド |
| ---- | --- | ------------------------ | -------------------------- | ------------------------ | ------------------ | ------ | ---- | --------------- | -------- |
| 1    | 3   | チームHRC                | ワイン・ガードナー         | 徳野政樹                 | ホンダ・RVF750     | D      | 195  | 8:01'40.102     | 2        |
| 2    | 2   | アメリカン・ホンダ       | マイク・ボールドウィン     | ドミニク・サロン         | ホンダ・RVF750     | M      | 195  | 8:02'57.219     | 5        |
| 3    | 15  | ヨシムラMOTUL            | ケビン・シュワンツ         | グレーム・クロスビー     | スズキ・GSX-R750   | D      | 192  | 8:03'04.603     | 11       |
| 4    | 36  | チームHRC                | 阿部孝夫                   | 木下恵司                 | ホンダ・RVF750     | D      | 192  | 8:04'14.678     | 7        |
| 5    | 5   | S.E.R.T フランス         | パトリック・デ・ラディゲス | ジャン＝ピエール・ウダン | スズキ・GSX-R750   | M      | 190  | 8:01'42.353     | 13       |
| 6    | 37  | ヨシムラMOTUL            | 喜多祥介                   | 辻本聡                   | スズキ・GSX-R750   | D      | 190  | 8:02'59.622     | 6        |
| 7    | 4   | S.E.R.T フランス         | エルブ・モアノー           | リカルド・ユービン       | スズキ・GSX-R750   | M      | 190  | 8:03'10.252     | 8        |
| 8    | 19  | スズキ・スウェーデン     | アンデルス・アンデルソン   | ペル・ヤンソン           | スズキ・GSX-R750   | M      | 190  | 8:03'50.865     | 12       |
| 9    | 8   | モリワキレーシング       | ロバート・フィリス         | ケビン・マギー           | モリワキ・ZERO X-7 | D      | 189  | 8:01'55.087     | 9        |
| 10   | 39  | チームグリーン           | 齋藤昇司                   | 多田喜代一               | カワサキ・GPZ750R  | D      | 188  | 8:04'02.610     | 21       |
| 11   | 61  | ワンダーラビットRT       | 大塚茂春                   | 上林康隆                 | スズキ・GSX-R750   | D      | 185  | 8:02'00.478     | 24       |
| 12   | 46  | OVERレーシング           | 藤本泰東                   | 伊藤仲吉                 | ホンダ・CBX750F    | D      | 185  | 8:02'31.663     | 25       |
| 13   | 92  | チームカナヤ             | 斉藤光雄                   | 田村圭二                 | ヤマハ・FZ750      | D      | 185  | 8:04'00.214     | 22       |
| 14   | 47  | チームスガヤ             | 島田進                     | 福島秀彦                 | スズキ・RG400Γ     | D      | 183  | 8:01'41.797     | 17       |
| 15   | 85  | 磐田レーシングファミリー | 山本賢二                   | 鈴木隆                   | ヤマハ・FZ750      | D      | 183  | 8:01'52.116     | 30       |
| 16   | 38  | チームグリーン           | 岡正弘                     | 日下直一                 | カワサキ・GPZ750R  | D      | 183  | 8:01'56.452     | 27       |
| 17   | 21  | 資生堂ヤマハTECH21 RT    | ケニー・ロバーツ           | 平忠彦                   | ヤマハ・FZR750     | M      | 182  | エンジンバルブ  | 1        |
| 18   | 14  | ヒューテック M.D.G       | トッド・ブルベーカー       | 佐藤邦彦                 | ホンダ・CBX750F    | D      | 182  | 8:02'07.895     | 45       |
| 19   | 98  | モトスポーツアベ         | 阿部三吉                   | 池田耕司                 | スズキ・GSX-R750   | D      | 182  | 8:04'13.654     | 41       |
| 20   | 84  | MSR with KISSレーシング  | 川端進                     | 花村忠昭                 | ヤマハ・FZ750      | D      | 180  | 8:02'09.980     | 42       |
| 21   | 52  | NSTC & モトワーク        | 仲川昇                     | 飯田岳雄                 | スズキ・GSX-R750   |        | 179  | 8:03'52.270     | 38       |
| 22   | 48  | BEETレーシング           | 加藤裕之                   | 佐藤正                   | カワサキ・GPZ750R  | D      | 179  | 8:04'51.561     | 54       |
| 23   | 57  | FET GIURIO,ORC           | 松本憲明                   | 新井亮一                 | ホンダ・CBX750F    |        | 178  | 8:01'50.817     | 53       |
| 24   | 34  | 鈴鹿レーシングチーム     | 荒木利春                   | 篠田正樹                 | ホンダ・CBX750F    |        | 176  | 8:01'50.600     | 39       |
| 25   | 32  | 浜松チームタイタン       | 袴田利明                   | 三味俊也                 | スズキ・GSX-R750   |        | 176  | 8:01'52.724     | 33       |

- 決勝出走60台/完走39台

## 各種データ

### 併催レース
- 7月27日 鈴鹿4時間耐久ロードレース

### 観客データ
- チケット (3日間通し)：大人 5000円（前売4500円）／小人 2500円（前売2200円）
- 観客動員
  - 7月27日： 8万1000人
  - 7月28日：15万6000人（MFJによる発表）[32]

### テレビ放映
- CBC中部日本放送制作によるダイジェスト番組「'85鈴鹿8時間耐久オートバイレース 逆転のエピローグ」がTBS系列ネットで後日放送された。実況アナウンサー後藤紀夫、ナレーター古谷徹。

### 映像ソフト
- 公式ビデオ「'85鈴鹿8時間耐久オートバイレース」(VHS版:98H3008 / Beta版:98B3008) 収録時間60分 9800円 企画・製作・発売元：ホンダランド／飛鳥映像、販売元：アポロン音楽工業